# Down to Earth (album d'Ozzy Osbourne)
Pour les articles homonymes, voir Down to Earth.
Albums de Ozzy Osbourne
The Ozzman Cometh
(1997) Live at Budokan
(2002)
Singles
1. Gets Me Through
Sortie : 4 septembre 2001
2. Dreamer
Sortie : janvier 2002

Down to Earth est le huitième album studio d'Ozzy Osbourne sorti le 16 octobre 2001 sous le label Epic Records.

## Historique
Cet album fut le grand retour d'Ozzy après six ans d'inactivité. Down To Earth est un classique parmi tous les albums de Ozzy Osbourne. Il est produit par le producteur britannique Tim Palmer qui participera aussi aux compositions.
Ozzy s'adjoindra les services de Robert Trujillo à la basse et Mike Bordin à la batterie. Zakk Wylde mettra son groupe Black Label Society entre parenthèses le temps de cet album et de la tournée qui suivit. Cependant il ne signera aucune composition.
Down to Earth sera classé à la 4e place au Billboard 200 et à la 19e place dans les charts britanniques
La chanson No Place For Angel se trouve sur une édition limitée importée du Japon.

## Liste des titres
| No  | Titre               | Auteur                                             | Durée |
| --- | ------------------- | -------------------------------------------------- | ----- |
| 1.  | Gets Me Through     | Ozzy Osbourne, Tim Palmer                          | 5:04  |
| 2.  | Facing Hell         | Osbourne, Palmer, Scott Humphrey, Geoff Nicholls   | 4:26  |
| 3.  | Dreamer             | Osbourne, Marti Frederiksen, Mick Jones            | 4:45  |
| 4.  | No Easy Way Out     | Osbourne, Palmer                                   | 4:24  |
| 5.  | That I Never Had    | Osbourne, Frederiksen, Joe Holmes, Robert Trujillo | 4:24  |
| 6.  | You Know...Part 1   | Osbourne, Palmer                                   | 1:06  |
| 7.  | Junkie              | Osbourne, Frederiksen, Holmes, Trujillo            | 4:28  |
| 8.  | Running Out of Time | Osbourne, Frederiksen, Jones                       | 5:06  |
| 9.  | Black Illusion      | Osbourne, Palmer, Nicholls, Andy Sturmer           | 4:12  |
| 10. | Alive               | Osbourne, Danny Saber                              | 4:54  |
| 11. | Can You Hear Them?  | Osbourne, Frederiksen, Holmes, Trujillo            | 4:59  |

### Chanson Bonus édition japonaise de l'album[1]
| No  | Titre               | Auteur                     | Durée |
| --- | ------------------- | -------------------------- | ----- |
| 12. | No Place for Angels | Osbourne, Palmer, Nicholls | 3:23  |

### Chansons bonus de l'Édition 20eAnniversaire Augmentée
| No  | Titre                            | Auteur                       | Durée |
| --- | -------------------------------- | ---------------------------- | ----- |
| 12. | No Place for Angels              | Osbourne, Palmer, Nicholls   | 3:23  |
| 13. | Dreamer (Acoustic version)       | Osbourne, Frederiksen, Jones | 4:33  |
| 14. | Gets Me Through (Single version) | Osbourne, Palmer             | 4:08  |

## Musiciens
- Ozzy Osbourne - chant.
- Zakk Wylde - guitare.
- Robert Trujillo - basse.
- Mike Bordin - batterie, percussions.

## Musiciens additionnels
- Tim Palmer - guitare rythmique et acoustique, claviers, tambours militaires, chœurs, mixing, production.
- Michael Railo - claviers, arrangements des cordes et des chœurs.
- Danny Saber - guitare sur Alive.

## Charts et certifications
| Pays             | Durée du classement | Meilleur classement |
| ---------------- | ------------------- | ------------------- |
| Allemagne        | 26 semaines         | 15e                 |
| Australie        | 1 semaine           | 46e                 |
| Autriche         | 16 semaines         | 25e                 |
| Canada           | 1 semaine           | 2e                  |
| Danemark         | 3 semaines          | 30e                 |
| États-Unis       | 35 semaines         | 4e                  |
| Finlande         | 3 semaines          | 9e                  |
| France           | 1 semaine           | 104e                |
| Italie           | 1 semaine           | 22e                 |
| Norvège          | 3 semaines          | 12e                 |
| Nouvelle-Zélande | 3 semaines          | 41e                 |
| Royaume-Uni      | 3 semaines          | 19e                 |
| Suède            | 7 semaines          | 1er                 |
| Suisse           | 12 semaines         | 47e                 |

| Pays        | Ventes      | Certification | Date            |
| ----------- | ----------- | ------------- | --------------- |
| États-Unis  | 1 000 000 + | Platine       | 21 juillet 2003 |
| Canada      | 100 000 +   | Platine       | 28 mai 2002     |
| Royaume-Uni | 60 000 +    | Argent        | 22 juillet 2013 |

Charts singles
| Single         | Chart                   | Durée du classement | Position | Date              |
| -------------- | ----------------------- | ------------------- | -------- | ----------------- |
| Gets Me Trough | Mainstream Rock Tracks  | 26 semaines         | 2e       | 22 septembre 2001 |
| Gets Me Trough | Single Top 100          | 1 semaines          | 89e      | 15 octobre 2001   |
| Gets Me Trough | Sverigetopplistan       | 2 semaines          | 27e      | 12 octobre 2001   |
| Dreamer        | Mainstream Rock Tracks  | 23 semaines         | 10e      | 2 février 2002    |
| Dreamer        | Single Top 100          | 23 semaines         | 2e       | 21 octobre 2002   |
| Dreamer        | Ö3 Austria Top 40       | 24 semaines         | 2e       | 17 novembre 2002  |
| Dreamer        | Track Top-40            | 22 semaines         | 3e       | 28 février 2003   |
| Dreamer        | Suomen virallinen lista | 12 semaines         | 13e      | 2 janvier 2003    |
| Dreamer        | Mega Top 50             | 16 semaines         | 15e      | 25 janvier 2003   |
| Dreamer        | UK Singles Chart        | 7 semaines          | 18e      | 8 juin 2002       |
| Dreamer        | Schweizer Hitparade     | 21 semaines         | 10e      | 1er décembre 2002 |

## Note
- Le 20 juin 2007 sort au Japon une version remasterisée de l'album. Celle-ci ressemble à un petit vinyle. On peut l'acheter seul pour 34 USD ou en coffret avec les autres disques remasterisés cette année-là pour 295 USD.